# 拉烏尼翁德蒙特斯德奧羅區

拉烏尼翁德蒙特斯德奧羅區（西班牙語：La Unión），是哥斯達黎加的一個區，位於該國西部蓬塔雷納斯省，面積60.42平方公里，海拔高度620米，2011年人口1,249，人口密度每平方公里52.25人。